# Безымянная (бухта, Амурский залив)
Безымянная — небольшая открытая бухта в акватории Амурского залива, примыкающая к территории города Владивостока в районе «Первая Речка».
Входные мысы — на юго-западе мыс Боброва, на северо-востоке — мыс Кузнецова (Кунгасный). Ширина на входе 1 км. Вдаётся в сушу на 0,24 км. Открыта ветрам и волнению с западного, северо-западного и северного направлений (в основном в осенний период). Площадь акватории 0,16 км². Максимальная глубина на входе в бухту около 10 м. Протяжённость береговой линии 1,18 км. В северной части находится галечниковый пляж мыса Кунгасный, протяжённостью 230 м, являющийся зоной отдыха. Имеются кафе, спортивные площадки. К южной части берега примыкает производственно-технологический комплекс Владивостокской ТЭЦ-1. Из-за плохого качества воды, для купания акватория бухты не используется. В зимнее время, приблизительно с января по март, бухта покрыта припайным льдом.
В будущем предполагается связать район мыса Кунгасный, через Спортивную Гавань с м. Бурный в единую рекреационно-пешеходную зону вдоль берега Амурского залива. Вдоль берега бух. Безымянной планируется произвести каменную отсыпку. В проекте предусмотрены смотровые площадки, спуски к воде, велодорожка и небольшой дендропарк растений побережья Приморья.